# فريدريك ماتلا
فريديريك ماتلا (من مواليد 28 ديسمبر 1996) هي لاعبة هوكي حقل هولندية.
كانت ماتلا جزءًا من المنتخب الهولندي للناشئين في كأس العالم للناشئين 2016 حيث احتل الفريق المركز الثاني، كما وحصلت على لقب هداف البطولة برصيد 12 هدفًا.